# Filippo D'Aiuto
Filippo D'Aiuto, né le 21 février 2002 à Monfalcone, est un coureur cycliste italien.

## Biographie
Filippo D'Aiuto est originaire de Monfalcone, une localité située dans le Frioul. Il réside actuellement à Chiopris-Viscone, elle aussi située dans sa région natale,. En 2018, il porte les couleurs de la Pedale Manzanese. Il poursuit sa progression au sein de la Danieli 1914 Cycling Team, basée à Buttrio. Avec cette formation, il s'impose sur une course nationale autrichienne en 2019 chez les juniors. 
En 2021, il court pour la Pedale Scaligero de Vérone. Aligné sur le Tour du Frioul-Vénétie julienne, il se fait remarquer en terminant deuxième de l'étape inaugurale. L'année suivante, il intègre l'équipe General Store-Essegibi-F.lli Curia, qui possède une licence continentale. Toujours actif au niveau national, il remporte la Coppa Messapica en 2023. Il se classe également deuxième du Gran Premio Capodarco, quatrième du Gran Premio Colli Rovescalesi, septième du Giro del Montalbano et de la Coppa Ciuffenna, ou encore neuvième du Grand Prix Industrie del Marmo. 
Lors de la saison 2024, il se distingue au milieu des professionnels en finissant septième du Tour de Romagne, après avoir été longtemps échappé. Grâce à cette performance, il est sélectionné en équipe nationale d'Italie au niveau espoir. Il participe ainsi à l'Orlen Nations Grand Prix, où il se classe deuxième d'une étape. Au mois d'août, il s'impose en solitaire sur le Gran Premio Capodarco.

## Palmarès et résultats

### Palmarès par année
- 2019
  - Diexer Bergrennen
- 2023
  - Coppa Messapica
  - 2e du Gran Premio Capodarco
- 2024
  - Gran Premio Capodarco

### Classements mondiaux
| Année                                 | 2021  | 2022 | 2023  | 2024 |
| ------------------------------------- | ----- | ---- | ----- | ---- |
| Classement mondial                    | 2339e | nc   | 1579e | 804e |
| UCI Europe Tour                       | 1561e | nc   | 1047e | nc   |
|                                       |       |      |       |      |
| Légende : nc = non classéSource : UCI |       |      |       |      |